# Gmina zbiorowa Hambergen
Gmina zbiorowa Hambergen (niem. Samtgemeinde Hambergen) – gmina zbiorowa położona w niemieckim kraju związkowym Dolna Saksonia, w powiecie Osterholz. Siedziba gminy zbiorowej znajduje się w miejscowości Hambergen.

## Podział administracyjny
Do gminy zbiorowej Hambergen należy pięć gmin:
1. Axstedt
2. Hambergen
3. Holste
4. Lübberstedt
5. Vollersode